# フェリックス・サボン
フェリックス・サボン・ファブレ（Félix Savón Fabré、1967年9月22日 - ）は、キューバのヘビー級のボクサー。アマチュアボクシングで活躍し、キューバ代表としてバルセロナ・アトランタ・シドニーオリンピックに出場し、3大会連続で金メダルを獲得した。身長198cm。ニックネームは“El Líder Máximo（The Maximum Leader）”。

## 経歴
1980年にデビュー。1988年ソウルオリンピックはキューバがボイコットしたため出場できなかったが、1992年のバルセロナオリンピック、1996年のアトランタオリンピック、2000年のシドニーオリンピックでいずれも圧勝で金メダルを獲得した。シドニーオリンピック開会式ではキューバ選手団の旗手を務めた。
ボクシングの同一階級での3連覇は、1972年のミュンヘンからモントリオール、モスクワとヘビー級で3連覇したキューバのテオフィロ・ステベンソン以来史上2人目となった。また複数階級を含めると、ハンガリーのラズロ・パップが1948年のロンドンでミドル級を、ヘルシンキとメルボルンでライトミドル級を制しており、3大会連続金メダルはサボンで3人目ということになる。
また、世界アマチュアボクシング選手権においても1992年から1997年までに6連覇を達成している。
アンドリュー・ゴロタ、レイ・マーサー、アクセル・シュルツ、デビッド・トゥア、シャノン・ブリッグス、ダバリル・ウィリアムソン、カーク・ジョンソン、レイモン・ブリュースター、ルアン・クラスニキ、スルタン・イブラギモフなど後にプロで名を上げることになる選手の多くがアマチュア時代にサボンの前に敗北の苦杯を喫していた。サボンはこのことから「亡命してプロのリングに上がれば、すぐに世界王者になれる」という意見が絶えなかった。しかしサボンは、「プロボクシングというのは結局、金とビジネスだけで成り立っており汚い。それに比べオリンピック・スタイルのボクシングは綺麗で、競技者にとって非常に重要なものがある」とコメントするなどプロ転向を頑なに否定し続け、生涯アマチュアにこだわった。
シドニーオリンピックで金メダルを獲得した後、現役引退を表明した。
通算成績は387勝21敗で、また一説には通算582戦で負けたのは19戦だけであるという。
2004年アテネ五輪でキューバ代表のトレーナーを務めた。

## ファイトスタイル
右オーソドックススタイル。右手は耳まで隠れるほどアップライトの位置まで上げ、左手はやや前方へ突き出した独特の構えをとる。
長身を活かしてロングレンジからのジャブで試合をコントロールする堅実なアウトボクシングを得意とする一方、優れたハンドスピードと強打でインファイトもこなすボクサーパンチャーである。全盛期の右ストレートはヘッドギアと厚いグローブを用いるアマチュアボクシングにおいても、一撃でダウンを奪う必殺の破壊力を誇った。

## 補足
1. ↑  ただし、1997年の世界選手権でサボンは決勝でウズベキスタンのルスラン・チャガエフに敗れている。後にチャガエフがプロとしてボクシングの試合を行っていたことが判明し金メダルを剥奪され、準優勝だったサボンが繰上げで金メダルを獲得した。
2. ↑  キューバではスポーツにおけるプロ活動が認められていないため。
3. ↑  “PLUS: BOXING; Cuban Champion To Become a Coach” (英語). Nytimes.com.   New York Times (2001年1月7日). 2012年12月21日閲覧。